# Biserica de lemn din Cheia, Cluj
Biserica de lemn din Cheia, folosită de comunitatea greco-catolică, a fost înlocuită de noua biserică, construită în perioada interbelică. Noua biserică a fost ridicată în anul 1925, moment care, probabil coincide cu scoaterea din uz a vechii biserici de lemn.

## Istoric și trăsături
Pe vremea conscripției lui Klein (1733), comunitatea număra aproximativ 170 persoane, având biserică și casă parohială. Preotul se numea popa Ioan. Biserica de lemn a fost edificată în anul 1796, având hramul Buna Vestire. Casa parohială era tot din lemn, construită în anul 1825, renovată în 1896.
Registrul matricol era ținut din anul 1824. Școala, tot din lemn, era construită la 1882, renovată în 1899, avea în anul 1900 68 școlari, din care 42 băieți și 26 fete.